# No One Sleeps When I'm Awake
"No One Sleeps When I'm Awake" är en låt av den svenska rockgruppen The Sounds. Den var första singel från gruppens tredje album, Crossing the Rubicon, 2009. Singeln utgavs 15 april som digital nedladdning och två dagar efter även som 7"-vinylskiva med en livelåt. Låten har uppnått 26:e placering på den svenska singellistan.
Till skillnad från tidigare singlar är "No One Sleeps When I'm Awake" en renare rockproduktion där elgitarren står mer i centrum än syntheziser. Texten kan också framstå som seriösare än de mer punkinfluerade låtarna.

## Musikvideo
Videon till låten är regisserad av Michael Schmelling och spelades in i New York-området Williamsburg i april 2009.

## Låtlista
Låtarna skrivna av The Sounds.
Digital nedladdning
1. "No One Sleeps When I'm Awake" – 4:11

7"-singel
1. "No One Sleeps When I'm Awake" – 4:11
2. "Ego" - Live in Finland 06.13.08 – 4:00

## Listplaceringar
| Listor (2009)        | Högsta placering |
| -------------------- | ---------------- |
| Svenska singellistan | 26               |